# Señor de las Maravillas (El Arenal)
El Señor de las Maravillas es una talla de la que se tiene constancia desde el siglo xix. Está ubicada en el Santuario del Señor de las Maravillas, en El Arenal, Hidalgo (México).

## Historia
Los orígenes de la imagen resultan desconocidos, no sabiéndose en qué fecha se elaboró ni quién es el autor de la misma. Se conoce que en 1806 una mujer procedente de Atotonilco el Chico (actual Mineral del Chico), en Hidalgo, llegó a El Arenal acompañada de una escultura de Cristo crucificado (denominada por ella misma Señor de los Laureles) con el fin de venderla. Tras no hallar comprador, y ante la precaria situación económica de la mujer, la familia de Don Andrés Pérez llevó a cabo una colecta y, con las limosnas recaudadas, adquirió la imagen por un valor de 30 pesos de la época. Otra versión sostiene no obstante que un grupo de peregrinos procedente de Atotonilco se dirigía rumbo a Actopan con la estatua cuando, tras llegar a El Arenal, la misma empezó a volverse tan pesada que decidieron detenerse para descansar, procediendo al día siguiente a poner la talla en venta.
La escultura fue emplazada en una pequeña ermita, si bien ese mismo año se inició la construcción del actual Santuario del Señor de las Maravillas (terminado en 1812 y así llamado desde 1810), donde se venera la imagen. Pronto empezaron a obrarse supuestos milagros atribuidos al Señor de las Maravillas, lo que motivó que se quisiese trasladar la talla a Actopan; cada vez que se pretendía transportar la imagen una tormenta lo impedía, por lo que finalmente se optó por dejarla en El Arenal.

## Leyenda
Existe una leyenda popular que afirma que una esposa engañaba a su marido con otro hombre mientras este trabajaba en el campo, teniendo la mujer por costumbre llevar una cesta con comida a su amante cuando cometía adulterio. El esposo, advertido de la conducta de su mujer, decidió vigilarla. Tras interceptarla un día mientras se dirigía a ver a su amante, el hombre preguntó a su esposa qué había en la cesta. La mujer, consciente del carácter violento de su marido, se encomendó al Señor de los Laureles y mintió a su esposo diciendo que llevaba maravillas para la ermita donde se veneraba la imagen de Cristo. El hombre, creyendo que su mujer le estaba mintiendo, tiró la cesta al suelo y de su interior cayeron maravillas. Este acontecimiento provocó que la imagen adquiriese gran fama y devoción, empezando a ser conocida desde entonces como Señor de las Maravillas, aunque existen al menos otros dos relatos similares a este atribuidos a dos imágenes de Cristo: el Señor de Villaseca, en Guanajuato, y el Señor de las Maravillas de Puebla de Zaragoza, en Puebla. 
En los relatos del Señor de Villaseca y del Señor de las Maravillas de El Arenal la mujer engaña al esposo con otro hombre, estando la del relato del Señor de Villaseca casada con un minero de la mina de Cata, mientras que según diversas variantes de la historia el esposo está en la cárcel o es simplemente un marido celoso. Respecto a la leyenda del Señor de Villaseca, los artículos que la mujer llevaba en la cesta (atole, tortillas, frijoles y alimentos en general) se convirtieron en objetos religiosos (vino de consagrar, hostias, granos de incienso y flores respectivamente), aunque también se afirma que se transformaron en rosas, elemento diferenciador de los relatos de Puebla e Hidalgo, en los que la comida se convirtió en maravillas. En el relato del Señor de las Maravillas de Puebla de Zaragoza la mujer no es adúltera sino que se apiada de un preso al que acude a visitar y a llevar comida, creyendo su marido erróneamente que le es infiel. Así mismo, es común que en los relatos del Señor de Villaseca y del Señor de las Maravillas de El Arenal el amante aparezca muerto y que la mujer, arrepentida y decidida a cambiar su estilo de vida, desaparezca junto con su esposo, aunque en algunas versiones el marido, descrito como un maltratador, es quien muere, permitiendo así que la mujer pueda ser feliz con su amante.
Debido a la similitud de las tres historias, es posible que las imágenes de Puebla e Hidalgo, fechadas respectivamente en los siglos xvii y xix, hayan tomado prestado el relato del Señor de Villaseca, imagen del siglo xvi, por el hecho de ser esta última la más antigua de las tres, aunque es probable que todas ellas hayan copiado el milagro de los alimentos convertidos en flores de diversas fuentes hagiográficas.

## Descripción
La imagen, realizada en madera policromada, posee peluca y barba de pelo liso y muestra a Cristo en el momento inmediatamente posterior a su muerte en la cruz, con la cabeza caída hacia su lado derecho y el cuerpo cubierto con diversas heridas sangrantes, siendo la más destacada la del costado derecho. El paño de pureza, realizado en tela en vez de estar esculpido, suele ser de color lila sin adornos, aunque en ocasiones luce un paño morado con flecos y detalles bordados en color oro. Sobre su cabeza porta una corona real en vez de la característica corona de espinas, destacando tras la cruz varios rayos dorados en forma de óvalo, los cuales contrastan con la imagen de Cristo y con la placa metalizada con las letras INRI que corona la cruz, hallándose todo el conjunto custodiado en un retablo pétreo y protegido tras un cristal.

## Devoción

### Festividad
El quinto viernes de Cuaresma se celebra la fiesta del Señor de las Maravillas, en la que se llevan a cabo festejos tales como una cabalgata religiosa, misas y peregrinaciones. Del mismo modo, la danza de los Concheros, celebrada en el Valle del Mezquital, está vinculada a diversas fiestas religiosas, entre ellas la dedicada al Señor de las Maravillas.

### Oración
Milagroso Señor de las Maravillas
Te doy gracias por haberme dado la vida,
por cuidar de ella cada momento, y darme un destino único.

Te pido perdón por cada uno de mis pecados y te prometo confesarlos para que me libres de ellos.

Por el amor que te llevó a entregar tu vida por mí en la cruz, te ruego bendigas mi trabajo, fortalezcas mis sufrimientos, compartas mis alegrías y si es tu voluntad me concedas...
(Se pide el favor que se desea).

Te lo pido por intercesión de tu dulce y santa madre María de Guadalupe.

Amén.